# Yiech Pur Biel
Yiech Pur Biel (Nasir, 1 de enero de 1995) es un atleta de pista y campo de Sudán del Sur, que vive como refugiado y se entrena en Kenia.

## Vida personal
En 2005 huyó de su ciudad natal para escapar de la guerra civil sudanesa. Después vivió solo en el campo de refugiados de Kakuma, en el norte de Kenia, durante 10 años.

## Carrera deportiva
Comenzó jugando fútbol y desde 2015 compite en atletismo. El campamento de refugiados de Kakuma es uno de los más grandes del mundo con más de 179.000 refugiados. Según Biel, no había instalaciones adecuadas y ni siquiera tenía zapatos ni un gimnasio. Además, el clima no favorece el entrenamiento porque desde la mañana hasta la tarde hay sol y altas temperaturas. En 2015 fue seleccionado para unirse a la Fundación Tegla Loroupe, tras realizar pruebas atléticas en Kakuma. Actualmente entrena con Tegla Loroupe en la capital keniata, Nairobi. El Comité Olímpico Internacional (COI) identificó a estos atletas con potencial para competir en los Juegos Olímpicos de verano de 2016.

### Río de Janeiro 2016
Representó al Equipo Olímpico de Atletas Refugiados, que compitió bajo la bandera olímpica en los Juegos Olímpicos de Río de Janeiro 2016 (Brasil). Tras ser seleccionado por el COI y el Alto Comisionado de las Naciones Unidas para los Refugiados (ACNUR), compitió en el evento de 800 metros, quedando en el último lugar de su ronda.